# Droiturier
Droiturier – miejscowość i gmina we Francji, w regionie Owernia-Rodan-Alpy, w departamencie Allier.

## Demografia
Według danych na rok 1990 gminę zamieszkiwały 433 osoby, a gęstość zaludnienia wynosiła 20 osób/km². W styczniu 2015 r. Droiturier zamieszkiwało 359 osób, przy gęstości zaludnienia wynoszącej 16,6 osób/km².